# ワイズマンズワールド
『ワイズマンズワールド』（WiZmans World）は、2010年2月25日にニンテンドーDS用ソフトとしてジャレコから発売されたRPGである。キャッチコピーは「あの頃の“RPG”をもう一度」。
2022年にはHDリマスター版『ワイズマンズワールド リトライ』がシティコネクションより発表、Nintendo Switch、PlayStation 5、PlayStation 4で2024年5月30日に発売された（Xbox OneとSteamでは2024年内に発売予定）。『リトライ』では、UIの変更のほか、モンスター辞典からのモンスターの再戦機能、周回プレイなどの要素が追加されている。
本作は主人公の魔法使いを操作し、崩壊の進む街「ウィザレスト」を舞台に変わりつつある世界を救う内容のRPGであり、プレイヤーの行動によってダンジョンの様相が大幅に変化するという特徴がある。また、仲間のホムンクルスをモンスターと融合させ、より強力に進化させる「アニマフュージョンシステム」を搭載している。その他、キャッチコピーに「あの頃の“RPG”」とある通り、ゲーム中のグラフィックが全てドット絵で描かれている、若干シビアな戦闘の難易度になっているなど、古典的なRPGを意識したような外見、内容となっている。なお、初回では予約特典として、本作のオープニング曲及びエンディング曲を歌う六弦アリスのスペシャルシングルCDが同梱された。CDの内容は、オープニング曲「忘却チルドレン」とエンディング曲「X軸上の旋律」の2曲。

## ゲームシステム
ゲームの基本的な流れは、拠点となる街ウィザレストで魔導長からのメインクエストを受け、準備を整えた後ダンジョンへと赴き、そこで目的を果たしたら街へと戻り、そしてまた魔導長より新たなメインクエストを受け、次のダンジョンへと向かうという『ウィザードリィ』方式をとっている。
本作ではプレイヤーの行動によってダンジョンが崩壊したり再生することでその様相が変わるという特徴があり、具体的には「再生⇔通常⇔崩壊⇔大崩壊」の4段階に変化する。ダンジョンの崩壊や再生によって、進めるルートや行ける場所、さらには入手できるアイテム、敵シンボルや障害物の配置までも変わる。なお、ストーリー終盤のとあるイベントをこなすまではダンジョンは再生状態にはならず、それまでは通常状態止まりである。また、ダンジョンが再生状態になると、出現する敵モンスターが大幅に強化される。
ゲーム内ではメインクエストとは別に、ウィザレストの街の住民から受けることのできるサブクエストが存在し、同時に3つまで受託できる。

### アニマフュージョン
敵モンスターは（一部の例外を除き）倒されると魂（アニマ）を落とす場合があり、主人公の仲間であるホムンクルスと魂を融合（アニマフュージョン）させることで、そのモンスターの性質やスキルを引き継ぐことができる。ホムンクルスのスキルには戦闘時に行動コマンドを選択することによって、敵にダメージを与えたり補助や回復を行う「アクティブスキル」と、HPアップなど常時その効果を得ることができる「パッシブスキル」の2種類が存在する。同じモンスターの魂を融合させた場合はホムンクルスの全てのパラメータが上昇する一方、違うモンスターの魂を融合させた場合、融合前に所持していたスキルを2つまで継承させる事が可能である。なお、ホムンクルスは6つまでスキルを所持できる。
また、ストーリーが進むと、ホムンクルスの融合の補助に使うアイテム「触媒」が入手できるようになり、最大2つまで加えることができる。これはホムンクルスの強化に役立つ一方、一定のMONEY（お金）が必要となる。ホムンクルスのレベルには上限があり、この上限を上げるためには、アニマフュージョンを繰り返し「FUSION EXP」をためる必要がある。ストーリーが進むにつれ、出現するモンスターは強力になるが、同時に落とす魂も強力となる。

### 魔力特異点とReturn
ダンジョン内には魔力特異点と呼ばれるポイントが存在し、同じくダンジョン内にある起動石と呼ばれるアイテムを使う事により起動する。魔力特異点を起動させる事により、そこでデータのセーブができるようになるほか、次回のダンジョン進入時、魔力特異点からダンジョンの探索を再開できるようになる。また、メニュー画面にはReturn（リターン）という項目があり、ダンジョン探索時これを選ぶと、瞬時にウィザレストにある主人公の自宅へと戻る事ができる。このため、ダンジョン探索中に危険を感じた場合、ダンジョンから瞬時に街に帰還する事ができるようになっている。また、魔力特異点を起動させた後、Returnを使っていったん街へと戻り、準備を整えた後、再び魔力特異点からダンジョン探索を開始する、といった方法をとる事も可能である。その他、メニュー画面にはSaveの項目があり、これを選ぶことで街やダンジョンのどこでも中断セーブを行う事ができ、ゲームを終了する事ができる。ただし、中断セーブデータはデータをロードするか、通常セーブデータをロードすると消えてしまう。

### バトルシステム
バトルはターン制で、敵味方問わずAGI（素早さ）の高いキャラクターから個別にターンが回ってくる。バトルでは、通常攻撃、魔法（主人公の場合）、スキル（ホムンクルスの場合）、その他ガードやアイテムなどを駆使して戦っていく。また、逃走用のコマンドも用意されており、1人が逃走に成功すると全員逃走することができる。なお、スキルや魔法を使うと、通常攻撃をした場合よりも次にターンが回ってくるのが遅くなり、強力な魔法やスキルであるほどそれが顕著となる。また、ガードをすると、通常攻撃をした場合よりも次にターンが回ってくるのが早くなる。全ての敵のHPを0にするとバトル勝利となり、経験値やお金、ドロップアイテムを入手することができる。味方全員のHPが0になるとバトル敗北となり、ゲームオーバーとなる。なお、味方全員のHPと主人公のMPはバトル終了後、全回復する。これはバトルから逃走した場合も同じである。ただし、ホムンクルスがスキルを使用する際に必要なSPは回復せず、回復させるには主人公の自宅のベッドで休む、レベルアップするなどの方法をとらなくてはならない。

#### シンボルエンカウントと連戦
本作ではシンボルエンカウントを採用しており、ダンジョン内を徘徊する敵シンボルと接触するとバトルに突入する。敵シンボルは、敵パーティのリーダーとなるモンスターの属性によって、火、風、土、水の4種類のシンボルが存在する。敵シンボルの背後から接触した場合は先制攻撃となり、こちらが先に行動できるが、逆に敵シンボルに背後から接触された場合は敵の先制攻撃となり、先に敵の攻撃を受けてしまう。それ以外の接触の場合は通常エンカウントとなり、味方側と敵のAGIにより行動順が決まる。また、敵シンボルに接触した際、一定の範囲内に別の敵シンボルが存在すると、そのシンボルの頭上に「!」マークが表示され連戦に突入し、1つの敵パーティを全滅させた後、つづけて他の敵パーティとのバトルへと移行する。連戦は最大5連戦まで可能で、連戦数に応じて、取得経験値と取得金額のアップ、ドロップアイテムの入手率の上昇など様々な恩恵を受ける事ができるが、バトル終了時のHP、MPの全回復が起こらずそのまま次の戦闘に突入するため、ある程度のリスクを伴う。なお、ダンジョン内には通常の敵シンボルとは違う、大型の敵シンボルも存在し、通常の敵に比べて高い戦闘能力を持っている。ちなみに、大型の敵シンボルも連戦に巻き込むことが可能。

#### 属性
本作では火、風、土、水の4つの属性が存在し、主人公や一部の敵キャラクターを除き、ほぼ全ての敵がいずれかの属性を持っている。また、敵モンスターの魂を取り込んで戦うホムンクルスも、必然的に4つの内のいずれかの属性を持つこととなる。属性は相性をもっており、火は風に強く水に弱い、風は土に強く火に弱い、土は水に強く風に弱い、水は火に強く土に弱い、となっている。また、火属性のキャラクターに対する火属性の攻撃など、同属性に対する攻撃はダメージが軽減される。なお、水属性キャラクターの通常攻撃は水属性攻撃となるなど、ホムンクルスとモンスターの通常攻撃は、自分の属性に依存するようになっている。本作は属性の相性によってダメージが大きく増減するため、属性の相性を考え効果的な攻撃を行う、属性の偏りの無いパーティを構成する、といった事が重要となってくる。

#### チェイン
味方の攻撃を連続で繋いでいくとチェイン（CHAIN）が発生する。チェインが発生している間は敵に与えるダメージが増加し、また、魔法攻撃を魔法攻撃で繋ぐと消費MP、SPが減る、属性攻撃を同じ属性攻撃で繋ぐとアイテムドロップ率が上がるなど、チェインの繋ぎ方によって様々な効果を得ることができる。チェインは繋いでいる最中に敵に割り込まれると解除され、また、補助魔法や回復魔法など敵にダメージを与える以外の行動をした場合も同様に解除される。

## ストーリー
百数十年前、人々は全ての記憶を失った状態で見知らぬ街で目を覚ました。街の周りは険しいダンジョンによって外界との一切の繋がりが遮断されており、人々は失われた記憶の中で唯一残っていた魔法の知識と魔法の術を用いてダンジョンへと挑んでいった。しかし外界への道は見つからず、そして大地は崩れ異形の姿へと変わる、「崩壊」と呼ばれる現象が人々を襲う。本作の主人公である若き魔法使いは、外界への道と、消息を絶った師匠・ジゼルを見つけ出す為、彼女が残した3体のホムンクルスを連れてダンジョンに挑む。
その後、主人公は雪原でジゼルの残したメッセージを見つけ、各ダンジョンに潜むガーディアンと呼ばれるモンスターを討伐することにした。すべてのガーディアンを倒した後、ジゼルが現れる。
彼女の正体は、世界の崩壊をもくろんで、ウィザレスト中央街区の水晶の下に封じられた魔女であり、「復活の魔女ジゼル」として主人公一行に立ちはだかる。だが、封印が解けたことで、すべてのガーディアンを掛け合わせたような姿をした「封印の守護者」と呼ばれる存在があらわれ、ジゼルを取り込んでしまう。

## 登場キャラクター

### プレイヤーキャラクター
主人公（デフォルトネーム：クラウス、ルネス、フォルマ、ゼロ）
本作の主人公である若き魔法使い。幼少の頃、森で彷徨っていたところをジゼルに拾われ、育てられる。外界への出口と行方不明となったジゼルを探すため、ダンジョンへと挑んでいく。ジゼルに言われ、魔法発動時に使う魔法の増幅装置として壷を使っている。他の魔法使いは使えない、彼だけが使える属性の無い魔法、「無属性魔法」を使う事ができるが、この魔法はストーリー終盤、重要な意味を持つようになる。なお、主人公のデフォルトネームのひとつである「ルネス」と「フォルマ」は、一般ユーザーに対して行われた「主人公の名前募集」で採用された名前である。
ストーリー終盤になると、彼の正体がジゼルによって作り出された人造人間である事が明かされる。
ホムンクルス
ジゼルが主人公の為に生み出し、主人公につかわした3体の人造の使い魔で、普段は妖精のような姿をしている。完全な生命を生み出す事はジゼルでもできず、そのためあえて不完全な状態で生み出されていると同時に、触媒などのアイテムでその不完全さを補うことができる。また、モンスターの魂を定着させる能力があり、モンスターの魂と融合する事で新たな力を得ることができる。常にモンスターと融合した姿でいる訳ではなく、戦闘時に主人公が力を解放する事によって姿を変える事ができる。なお、それぞれのホムンクルスの名称は公式のものではなく、あくまで便宜上のものである。
黄のホムンクルス（デフォルトネーム：エーン、ライア、ジャネ、ルネス）
金髪のツインテールで、緑の服を着たホムンクルス。フィールド上では黄色のオーブに包まれている。丁寧な口調が特徴で、ホムンクルス達のまとめ役であると同時に、各種チュートリアルの進行役でもある。
青のホムンクルス（デフォルトネーム：ドゥー、ローラ、ベル、フィエナ）
銀色のショートヘアで、色黒の肌を持ち青い服を着たホムンクルス。フィールド上では青色のオーブに包まれている。冷静な性格で、常に落ち着いた態度と口調を見せる。
赤のホムンクルス（デフォルトネーム：トォーリ、リア、アイリス、ステファニー）
黒のロングヘアで、赤い服を着たホムンクルス。フィールド上では赤色のオーブに包まれている。くだけた話し方をし、喜怒哀楽のはっきりした元気な性格をしている。そのため、ジゼルや青のホムンクルスからは「能天気」などと言われたりもする。一人称は「ボク」で、匂いを嗅いで存在や気配を知ることができる能力を持つ。

### サブキャラクター
ここで述べる者以外にも、ウィザレストの住民全てが固有の名前を持っている。
ジゼル
主人公の師であり、育ての親である魔法使い。ダンジョンに向かったまま行方不明となる。
その正体100年以上前に世界の全てを崩壊させようとして封印された魔女である。しかし、封印されながらも多少の力を使う事ができた為、ウィザレストに住み着いた魔法使いの記憶を消し、ダンジョンの外へ向かうように仕向けたり、自分の分身を作り魔法使いを誘導したり、主人公やホムンクルス達を造り出したりした。
アダン
ウィザレストの魔導長で、街の首長。彼から与えられるメインクエストをこなす事によって、ストーリーは進んでいく。過去、ジゼルと共に人造の生命を造り出す研究を行った事があり、その事に関する研究資料を主人公に渡してくれる。娘であるマチルダに対しては、ダンジョンに入る事を厳しく制限している。
マチルダ
主人公の年上の幼馴染みであり、アダンの娘。アダンの許しを得ずに、ダンジョンの探索に向かっている。主人公に対して好意を抱いているが、素直にそれを出せずにいる。
ハンス
マチルダに仕える執事。マチルダが生まれた時から世話をしており、父の許しを得ずにダンジョンの探索に向かうマチルダのお目付け役をしている。
イレーヌ
武器と防具の店「ヴェチゼンストア」の女主人で、ヴィラントの妻。ダンジョンに挑む者に対して、武器や防具を提供している。
ヴィラント
「ヴェチゼンストア」の鍛冶職人で、イレーヌの夫。寡黙な性格だが、情に厚い面もある。
ゲオル
薬と雑貨の店「グランノワール」の主人で、眼鏡をかけた青年。高圧的な態度で、非常に口が悪い。
アルベリッヒ
ゲオルの旧友である青年で、森で薬草や木の実、魔法薬の材料を集めて生活している。魔法はあまり得意ではないが、自分にできることで皆に貢献したいと日々ダンジョンへと向かっている。父、母をダンジョンで亡くし、妹のミーメと2人で暮らしている。森が崩壊した翌日、帰ってこなくなる。
カニオ
雪原を主に探索しているスキンヘッドの魔法使い。両方の眼を失っており、額に魔法石で作った義眼を持ち、両目に魔力探知能力のある特注の眼帯を付けている。禁忌とされている人の身体を用いた魔法のひとつ、遠見の魔法の研究を行っており、自分の眼を取り出し、仲間であるトニオに移植した。
レッキーノ
独眼の男で、相棒のカニオと共に禁忌とされる遠見の魔法の研究を行っている。吃るように喋る癖がある。ウィザレストの「希望の魔術亭」にいるエレナとは知り合いであり、彼女によれば彼の片方の目も義眼であるとの事。
トニオ
カニオ、レッキーノの仲間。雪原でモンスターに襲われ、行方不明となる。カニオとレッキーノの眼を移植され、遠見の魔法で外界への出口を探そうとしたが、モンスターに額をやられ、その眼を潰されてしまう。
バンコー
光明の騎士団の団長で、火山を主に探索している。団員以外の探索者に対し排他的で、火山の調査に来た主人公に対しても邪険に扱う。強権を発しているが、部下からは慕われている。かつてはアダンと魔導長の座をかけて争っていたが、アダンよりも年上であり、アダンは彼に対して敬語を使っている。
マクダフ
光明の騎士団の団員で、バンコーの部下。

### 敵キャラクター

#### ガーディアン
森の防人
「不敵な笑みの森」のガーディアン。巨大な植物の怪物で、属性は風。物理攻撃と風属性全体攻撃、そして状態異常技を仕掛けてくる。ストーリー終盤には「森の守護者」として強化、再登場してくる。
氷結の番獣
「魂を凍てつかせる雪原」のガーディアン。4本の腕を持つ巨大な魔獣で、属性は水。トニオを襲い、額に移植された眼を潰した。水属性攻撃と、4本の腕から繰り出す物理攻撃を得意としている。ストーリー終盤には「氷結の守護者」として再登場、専用スキル「タイダルウェイヴ」を始め、より強力な攻撃で攻めてくるようになる。
灼熱の番兵
「悪鬼羅刹の沸く火山」のガーディアン。巨大な剣を携え、炎の身体を持つ巨人。属性は火で、様々な火属性攻撃を行う。ストーリー終盤には「灼熱の守護者」として強化、再登場してくる。
砂塵の番竜
「死が満ちる砂漠」のガーディアン。砂の身体を持つ巨大なドラゴンで、属性は土。マチルダの幻を使い、主人公達を砂漠の奥へとおびき寄せた。専用スキル「ストーンウェイヴ」を始めとする土属性全体攻撃を得意としている。ストーリー終盤には「砂塵の守護者」として強化、再登場してくる。
魔窟の番者
「悪獣の腹中に繋がる洞窟」のガーディアン。4体1組の目玉型モンスターで、4体でそれぞれ、火、水、風、土の属性を持っている。また、使用するスキルも4体でそれぞれ異なる。ストーリー終盤には「魔窟の守護者」として4体とも強化、再登場してくる。
封印の守護者
ウィザレストに施された封印を守る最後のガーディアンで、本作のラストボス。

#### その他敵キャラクター
マコハチ
一般ユーザーに対し行われた「敵モンスター募集」の投票の結果、採用されたモンスターで、2ちゃんねるのとあるユーザーがモデルとなっている。とあるサブイベントで戦う事ができる。「ゲーハー」という神に創造されたモンスターで、アスキーアートのような姿をしている。「炎上」、「名無しの荒し」、「粘着」といったネット用語に関連した多数の専用スキルを持つ。また、戦う毎に数が増え、最大5体まで増える。

## 施設及びダンジョン

### 施設
幽閉の街 ウィザレスト
ダンジョン探索の拠点となる街。周りをダンジョンに囲まれ、外界との一切の繋がりが遮断されている。「住宅街区」、「商業街区」、「中央街区」、「英雄たちの墓地」の4つのエリアで構成されている。
住宅街区
主人公の自宅や、街の噂が集まる店「希望の魔術亭」が存在するエリア。街への出入り口もここにある。
自宅
主人公の自宅。ホムンクルスのSPを回復したりセーブができるベッド、アニマフュージョンを行う事ができる壷、アイテムを保管する事のできるクローゼット、これまで倒したモンスターや冒険の記録を閲覧できる図鑑といったものが配置されている。
商業街区
様々な店が並び商業が行われているエリア。武器と防具の店「ヴェチゼンストア」、薬と雑貨の店「グランノワール」といった施設が存在する。
中央街区
ウィザレストの中心地。魔導長公邸への入り口があるほか、中央には巨大な水晶が鎮座している。ストーリーが進むと、「魔の法が生まれた地」への入り口が出現する。
英雄たちの墓地
商業街区の奥から行ける墓地。街の人々の墓が安置されている。また、とあるサブイベントでここを訪れる事もある。なお、墓地の中央にある合同埋葬の墓石には、イベントで死亡したキャラクターの名前が刻まれていく。

### ダンジョン
不敵な笑みの森
ウィザレストの南に広がる森。探索しつくされ外界への道は無いとされている。移動速度の落ちる沼地や、操作感覚を狂わせる胞子をばら撒くキノコといった障害物が行く手を阻む。
魂を凍てつかせる雪原
ウィザレストの東に広がる雪原。ツルツルと滑る氷の地面、敵が潜んでいる事のある氷柱、一方通行の氷の滑り台といった障害物が存在する。
悪鬼羅刹の沸く火山
ウィザレストの北に存在する火山。一説には出口に最も近いと言われているが、ここを主に探索している光明の騎士団により、他の魔法使いはなかなか火山を探索できない状況となっている。地面から蒸気が吹き出しており、また突然地割れが生じたり、強風が吹いたりと厄介な自然現象が起こる。
死が満ちる砂漠
ウィザレストの西に広がる広大な砂漠。流砂やトゲを飛ばすサボテン、アリジゴクといった障害物が行く手を阻む。
悪獣の腹中に繋がる洞窟
ウィザレストの北東に存在する、地中深くへと繋がる洞窟。敵が潜んでいる事のある石や宝箱に化けているミミックといった障害物が存在し、また、地面の穴から操作感覚を狂わせるガスが吹き出している。崩壊が進むと、非常におどろおどろしい姿へと変貌する。
魔の法が生まれた地
ストーリーが進むとウィザレストの中央街区より行けるようになる、ジゼルが閉じ込められている封印の地。異次元であるためか、崩壊、再生は起こらない。ワープパネルや、勝手に引き寄せられてしまうブラックホールのような仕掛けが存在する。全ての真のガーディアンを倒すと、ダンジョンの様子が一変する。

## 用語及び世界設定
魔法石
魔力の結晶。普通の魔法石は、モンスターを倒すとモンスターの持つ魔力が結晶化してできたりする。これは貨幣にもなっており、また、アニマフュージョンを行う時にも魔力を補う為に使用される。その為、アニマフュージョンで触媒を使用する際、お金を消費する事となる。また、大気や大地の魔法力が結晶化し、それなりの大きさを持つものは「起動石」と呼ばれ、その場所の環境の情報を持っている為、魔力特異点を解析するための触媒となっている。
光明の騎士団
火山を探索している集団。現団長はバンコー。騎士団とついているが魔法使いであり、義勇心が強く団結して物事を行うという意味で騎士団と呼ばれている。火山は一説では出口に最も近いと言われているが、排他的で騎士団以外の人間を火山に入れず、火山を私物化し自分達だけで探索を行っている。一部では「自分達が出口を見つけた」と自慢したいためにこのような事をしていると言われ、「功名心の騎士団」などとも呼ばれている。
ガーディアン
別名「守護者」。人語を操る知性と高い戦闘能力を有し、魔法を使う者に対し敵意を持っている。各ダンジョンごとに存在し、ウィザレストの封印、及びジゼルの封印のカギとなっている。また、体内に膨大な魔力を持っており、それを使う事でダンジョンを再生させたり、瀕死の者を救うことが可能。なお、最初に戦うガーディアン達は崩壊の影響によって力を失ったガーディアンであり、各ダンジョンを再生させる事によって、力を取り戻した真のガーディアンが現れる。
ウィザレストとダンジョン
もともとウィザレストは、ジゼルが封印を解かないように監視するため封印の地の上に作られた街であり、何かあれば対処できるように多くの魔法使いが住み着いた。また、ウィザレストを囲むダンジョンは、ジゼルを封じる為の何重にも施された封印で、ジゼルが封印を解いた際、街の外へ出られないよう、強力なモンスターを配置し、封印のカギとなるガーディアンを置いて、街を囲った。だが、ジゼルが街の住民の記憶を消した事により、ウィザレストの住民は100年にわたりダンジョンの外へ出ようと奔走する事となってしまう。なお、力を失った不完全なガーディアンを倒しても封印は不完全に解けるだけであり、封印を完全に解き外の世界に出るには、真のガーディアンを全て倒すしかない。
魔法
本作の世界では、大地や草木、大気といった世界に存在するもの全てが魔力と呼ばれる力によってできており、そして本作の世界における魔法とは、それらから力を奪い、その力を変換する事によって、別の力を行使する術である。そして、世界から力を抽出する事によって、物質の構成が乱れ、異形と化し、朽ち果てる「崩壊」という現象が起こる。そのためジゼルは、世界だけを救う方法として、一度世界の全てを崩壊させ、元の世界に戻すという方法を実行しようとした。ただし、主人公のみが扱える、どの属性にも属さない属性の無い魔法だけは例外で、この世界に存在する魔力を一切用いる事無く使われる魔法である。そしてこの魔法は、魔力を使う事無く魔力を生み出す事ができるため、世界を「再生」させる力を持つ。

## 開発
本作はランカース開発、ジャレコ販売という体制が敷かれ、メインプログラミングはランカースの代表である星野光弘が手掛けた。

### セッティング
主人公が魔法使いであるという設定は最初から決まっていたものの、ファンタジーRPGで剣を持たないのはどうかという考えから「剣を持った魔法使い」というデザインが生まれるが、インパクトに欠けたため試行錯誤が続いた。
その中で、壷にしてはどうかという提案がなされ、ほかの案とともにジャレコ側と話し合いを重ねた結果、この案が採用された。また、そこから発展する形で、壷の中でホムンクルスを合成するというアイデアも生まれた。
また、星野らは元々主人公に妖精のようなものを同行させる前提で男女の主人公を予定していたが、やがて男性主人公のみが残り、お供はせめて花を添えようという意味で女性のホムンクルスとなった。

### 広報
ジャレコが『黄金の絆』を発売した後、本作は「ジャレコ再生プロジェクト」の第一弾として『the:rpg(仮)』の名で2009年に発表され、その後、タイトルが『WiZmans World(ワイズマンズワールド)』と決定した。
発売までの間、「モンスターデザイン」「イベント企画」「主人公の名前」「タイトルロゴデザイン」「公式サイトトップ画像」の一般公募が行われた。
雑誌「ニンテンドードリーム」の編集部によると、ユーザー公募で選ばれた敵キャラクター・まこ8は、もともと電子掲示板「2ちゃんねる」などで投稿されていたキャラクターであり、仕様に当たっては「2ちゃんねる」側からの許可を得た一方、ランカースはまこ8の収録を告げられた際に頭が真っ白になったという。また、星野は2011年に行われたゲームコレクター・酒缶との対談の中で、一連の公募の企画は自分の知らないところで行われていたと明かしている。リメイク版を手掛けたシティコネクション代表の吉川延宏も、星野から聞いた話として、ユーザー公募で選ばれた敵キャラクター・まこ8の登場はジャレコ側が決めたと2022年のインタビューの中で述べている。まこ8は登場そのものが決まっていたもののしばらくの間その姿が明かされずにいたが、2009年11月下旬、ジャレコ代表が出張先のスウェーデン・ヨンショーピング市より行った『ニコニコ生放送』を通じて容姿が公開された。
同年12月5日、ジャレコ社内にてクローズド体験会が行われ、人気ブロガーたちが招かれた。

### リトライ
シティコネクションがジャレコのIPを引き継いだ時点で本作のソースコードは一式そろっており、シティコネクション代表の吉川延宏はジャレコや開発元のランカースとも接点があり、移植そのものはこの時点から可能だった。
その一方、シティコネクションは資金面や移植そのものについて迷いがあり、2010年代後半にはランカースに現行機向け移植の見積もりを相談したものの、両者ともにタイミングが合わないということで見送られた。
その後、シティコネクションは純粋な移植を減らしていくことにし、移植の集大成として本作を選んだ。最終的に、ゼロディブとシティコネクションのスタッフを中心に開発体制が敷かれた。なお、ランカースは開発そのものに参加していないものの、復刻に当たってはソースコードの提供などの形で協力した。
「ランカースの作ったものを復活させる」というコンセプトの都合上、キャラクターデザインやBGMの差し替えが行われた。たとえば、ユーザー公募で選ばれた敵キャラクター・まこ8は登場が見送られ、彼が登場するイベントの内容も差し替えられた。
『ワイズマンズワールド リトライ』では、メインテーマ曲と新規BGMをインストゥルメンタル・ユニットのsoLiが担当している。

## 評価
ゲーム誌『ファミコン通信』の「クロスレビュー」では合計28点（満40点）となっている。

### 評価（リトライ）
「4Gamer.net」のitoは、「あの頃の“RPG”をもう一度」といったキャッチコピーの通り、RPGとしてはオーソドックスだとしつつも、ホムンクルスの育成のやりこみ度の高さや、ダンジョン攻略と合わせて進行する物語の牽引力の高さを評価した
「ファミ通」のカイゼルちくわは、壮大な背景や因縁がなく、序盤で背負うものも小さいからこそ、町の人々とのドラマが生々しいと評価している。